# Inventario de los libros, papeles y demas efectos pertenecientes a la Biblioteca Pública Espiscopal de esta ciudad
L'Inventario de los libros, papeles y demas efectos pertenecientes a la Biblioteca Pública Episcopal de esta ciudad és una obra manuscrita, escrita en castellà, de Fèlix Amat de Palou i Pont, llavors bibliotecari de la Biblioteca Pública Episcopal del Seminari de Barcelona, confeccionada a la mateixa ciutat el 1785.
Es tracta del segon inventari conegut d'aquesta biblioteca (el primer és de 1633). L'inventari està dividit en Prestatgeries (Estantes), als quals se'ls assigna una lletra per ordre alfabètic; i dins que cada un d'ells, en calaixos (Cajones), als quals se'ls assigna un número. En total s'hi van inventariar 14.006 volums, tot i que Alarcón i Campdepadrós eleva la xifra a 16.976 volums.
L'any 1976 Josep Maria Martí i Bonet va publicar-ne la seva transcripció. Actualment es conserva a l'Arxiu Diocesà de Barcelona.